# Joonas Ikonen
Pour les articles homonymes, voir Ikonen.
Joonas Ikonen, né le 8 mars 1987 à Kuopio et mort le 18 août 2024, est un sauteur à ski finlandais. Il est champion du monde junior en individuel en 2005.

## Palmarès

### Championnats du monde junior
| Épreuve / Édition | Stryn 2004 | Rovaniemi 2005 |
| Individuel        | 35e        | Or             |
| Par équipes       | 6e         | Bronze         |

### Coupe du monde
- Meilleur classement général : 30e en 2006.
- Meilleur résultat individuel : 7e à Sapporo en 2006.